# Cuthbert Sebastian
Cuthbert Montraville Sebastian (Basseterre, 22 de outubro de 1921 – 25 de março de 2017) foi um político de São Cristóvão e Neves. Sebastian foi governador-geral do país, representando a chefe de estado (Isabel II), de 1996 a 2013.
Morreu em 25 de março de 2017, aos 95 anos.